# Срем
Срем (серб. Срем, хорв. Srijem, венг. Szerémség) — историко-географический регион в Среднедунайской низменности, расположенный между реками Дунай и Сава, лежащий одной частью в Хорватии (Вуковарско-Сремская жупания), а другой — в Сербии (Сремский округ).

## История
Срем был назван в честь Сирмия — древней столицы живших в этой области паннонцев. В XI веке вместе с Мачвой историческое ядро Срема входило в состав одноимённой византийской фемы. В XV веке управлялась сербскими деспотами из рода Бранковичей. С 1521 года — в Османской империи как особый санджак с центром в Сремской Митровице. С 1745 года — уезд габсбургского королевства Славония, в 1860—1918 годах — комитат Венгрии. После распада Югославии часть Срема вошла в состав непризнанной республики Сербская Краина и стала ареной ожесточенных боевых действий.